# Las Plazas, Hidalgo
Las Plazas är en ort i Mexiko.   Den ligger i kommunen Tizayuca och delstaten Hidalgo, i den sydöstra delen av landet, 50 km norr om huvudstaden Mexico City. Las Plazas ligger 2 317 meter över havet och antalet invånare är 975.
Terrängen runt Las Plazas är varierad. Runt Las Plazas är det ganska tätbefolkat, med 134 invånare per kvadratkilometer. Närmaste större samhälle är Don Antonio, 1,00 km öster om Las Plazas. Trakten runt Las Plazas består i huvudsak av gräsmarker.